# La tempestad (teatro)

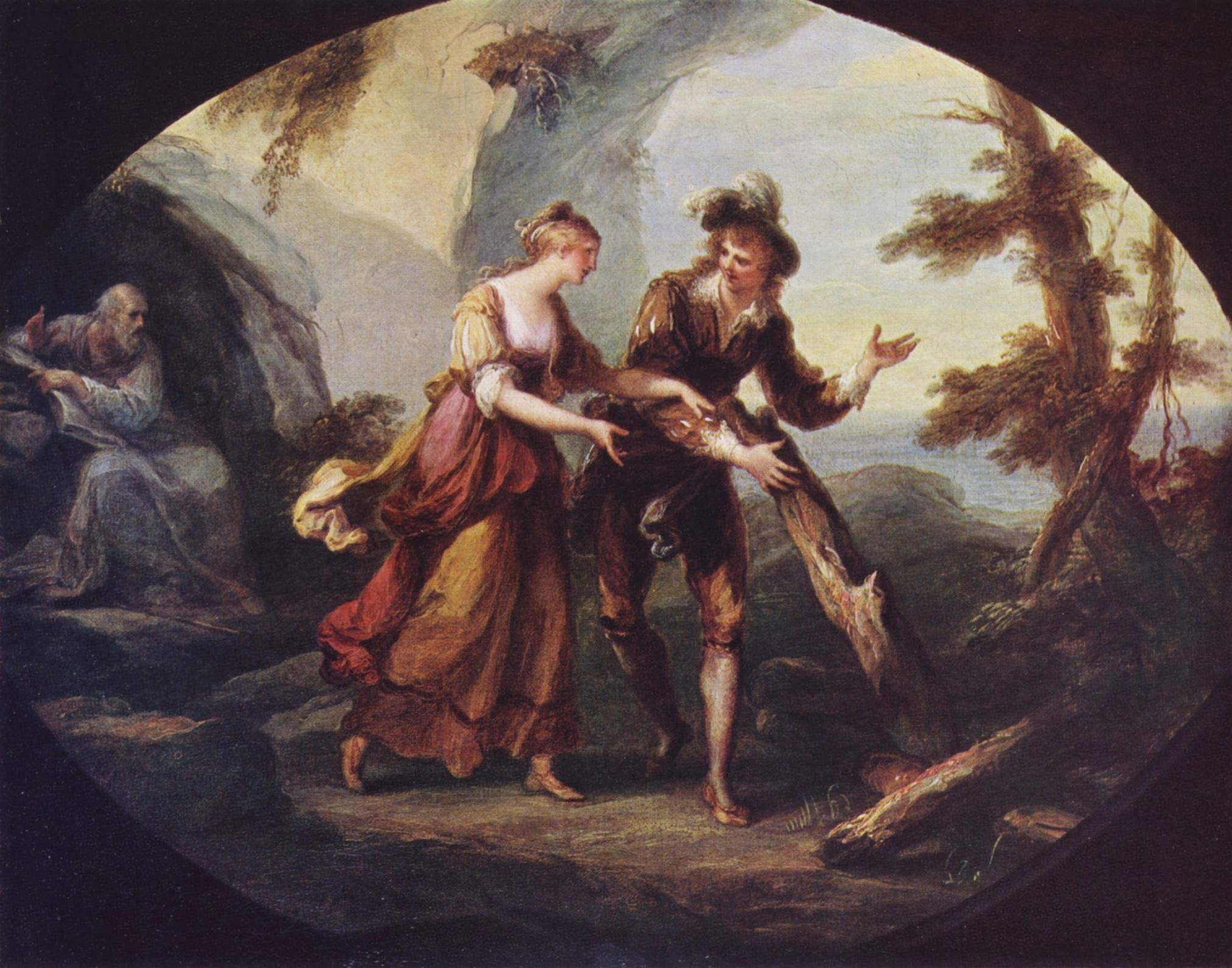
Miranda y Ferdinando, óleo de Angelica Kauffmann, 1762.

La tempestad (en inglés, The Tempest) es una obra de teatro de William Shakespeare. Se representó por primera vez el 1 de noviembre de 1611 en el Palacio de Whitehall, en Londres. Pertenece al conjunto de lo que algunos autores han llamado «romances tardíos» de Shakespeare. En estas obras, el autor muestra su interés por las relaciones familiares y la reconciliación en un ambiente mítico.

## Personajes
- Próspero: el legítimo duque de Milán
- Ariel: un espíritu del aire
- Calibán: un esclavo salvaje y deformado. Su nombre podría provenir de "Carib(be)an" (Caribe), con el posible significado implícito de "caníbal". Ambas implicaciones sugieren que representa a los nativos del Nuevo Mundo, y una referencia a una de las fuentes de Shakespeare: Des Cannibales de Montaigne.
- Miranda: hija de Próspero, y denominada "maravilla". Su nombre proviene de la raíz latina "mira-" (admirar).
- Alonso: rey de Nápoles
- Sebastián: su hermano
- Antonio: hermano de Próspero, usurpador al ducado de Milán
- Fernando: hijo del rey de Nápoles. Enamorado de Miranda.
- Gonzalo: un consejero anciano y honesto
- Adrián y Francisco: lores
- Trínculo: bufón del rey
- Stefano: mayordomo
- Capitán
- Marineros
- Iris
- Ceres
- Juno
- Ninfas
- Espíritus
- Sycorax: una bruja, madre de Calibán
- Claribel: hija de Alonso

## Sinopsis

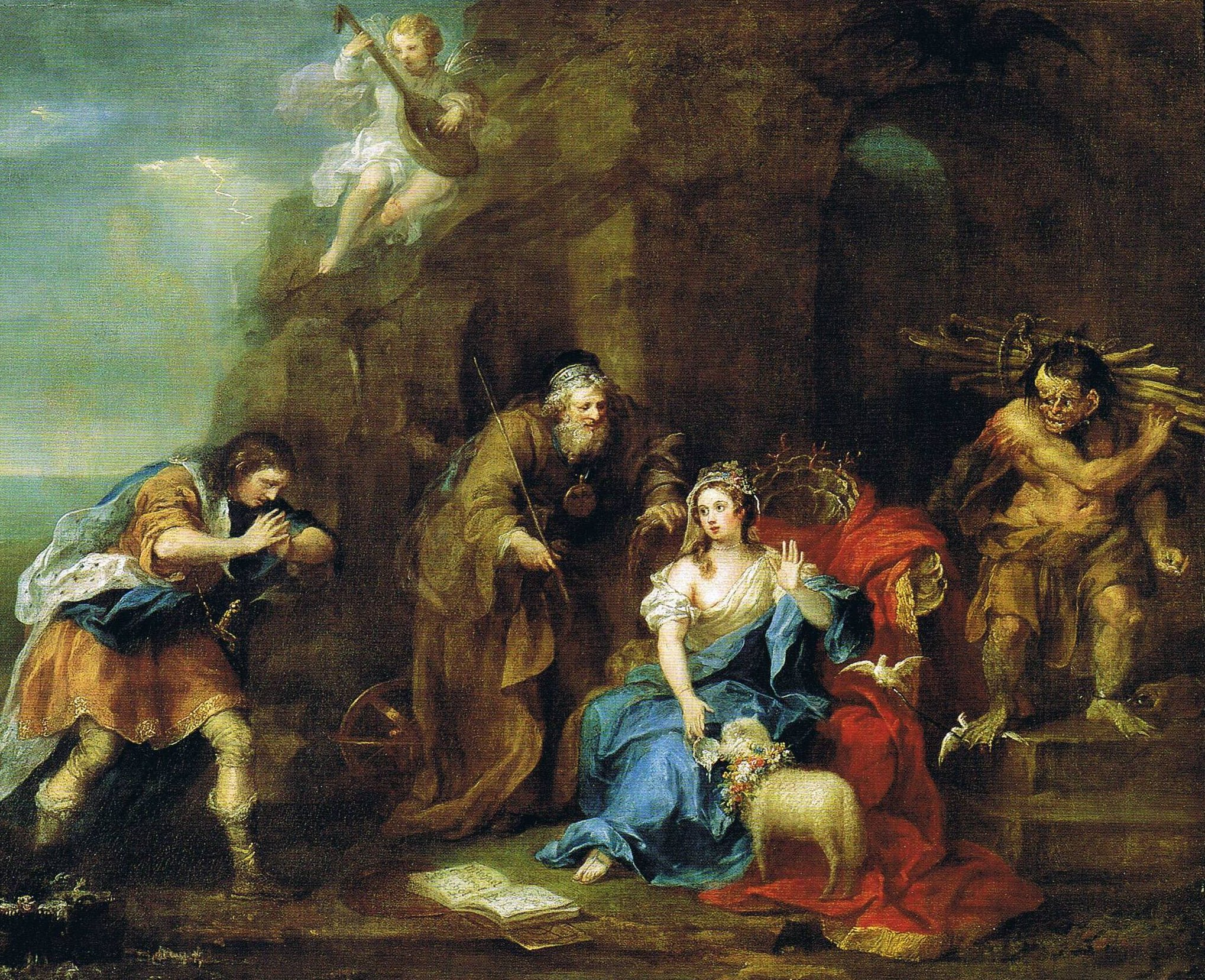
La Tempestad, de William Hogarth. Algunos de los personajes, de izquierda a derecha: Ariel, Própero, Miranda y Calibán.

Próspero, duque legítimo de Milán, ha sido expulsado de su posición por su hermano y se encuentra en una isla desierta tras naufragar su buque. La obra comienza con una fuerte tormenta, desatada por Ariel (a mandato de Próspero), cuando adivina que su hermano Antonio viaja en un buque cerca de la isla en la que se encuentra. En ella, Próspero cuenta con la compañía de su hija Miranda, descansa con sus numerosos libros y se dedica al estudio y el conocimiento de la magia. Próspero entra en contacto con espíritus como Ariel. Con su ayuda, tejerá un encantamiento que le permitirá iniciar su venganza. Al final Próspero renunciará a su magia, perdona a sus enemigos y permite el matrimonio entre Miranda y Fernando.

## Análisis y contexto
Se representó por primera vez en 1611 y tuvo una segunda puesta en escena hacia febrero de 1613, con el motivo de la boda de Isabel Estuardo, hija de Jacobo I, con Federico V del Palatinado. Muchos paralelismos encuentran su correspondencia con las personalidades más destacadas del período jacobeo. Así, la máscara nupcial que Próspero crea para el disfrute de Miranda y Ferdinando, con las figuras divinas de Iris, Ceres y Juno asegurando un dichoso porvenir si la feliz pareja prometía guardar castidad hasta después del matrimonio, podría haberle sentado muy bien al monarca, bien conocido por su arte disciplinario con respecto a los súbditos de su corona. Otro dato que se ve reflejado en la tarea shakespeariana, es el interés del rey por cuestiones relacionadas con la magia y a la brujería. Estas prácticas eran consideradas un tabú en la época que nos ocupa, y fe de ello nos brindan algunos documentos en los que constan la quema de mujeres, generalmente en hogueras, entre los siglos xvi y xviii. En este sentido, Jacobo I sentenciaba a muerte a todas aquellas personas que estuvieran bajo sospecha de llevar a cabo tales acciones. La temática de La tempestad no podría menos, entonces, que manifestarse en un monarca —Próspero—, interesado en acabar con el maleficio de una vieja bruja (Sycorax), que acechaba con irrumpir en el orden social de la isla.
El soberano disfrutaba además, del exhibicionismo y de las mascaradas, donde tenía lugar una serie de cortejos, movimientos escénicos, aparición de figuras mitológicas, cantos, niños disfrazados de moros y aborígenes de Virginia, y otros tantos que encuentran su correlación con numerosos pasajes de la obra de Shakespeare.
En cuanto a la ambientación de los hechos, es menester puntualizarlos en la atmósfera de una nueva era de viajes y descubrimientos. Ya hacia el reinado de Isabel I, tumultuosas embarcaciones emprendían su viaje rumbo a América. A su llegada, los colonos ingleses se encontraban con un pueblo primitivo enclaustrado en una poderosa sociedad de costumbres «bárbaras», que siempre se interponían a sus pretensiones imperialistas. A todo esto, una gran porción de aventureros y hombres de letras solían sumarse a la empresa, con fines puramente ilustrativos y a modo de mantener informada a la Corona británica de los movimientos de un entorno inexplorado.
Los libros de viaje sirvieron a muchos autores que partieron de la base de una tierra pagana, incivilizada y abierta a un sinfín de mitos y leyendas que hablaban de la existencia de monstruos feroces y caníbales que practicaban la magia negra para arrasar con los blancos europeos que ostentaban sus dominios. Es este el motivo por el cual, quizás, La tempestad supo adaptarse a las intrigas del momento, y diferenciarse, en consecuencia, del resto de la producción dramática shakespeariana. El papel de la esclavitud y el dominio que ejercían los colonizadores sobre las tierras que descubrían se tradujo al mundo del teatro y, como no podía menos, al universo de Shakespeare.
Ante la inminente situación de un país que buscaba extender sus alas y competir con el Imperio español la ganancia y el usufructúo de tierras americanas se presentaba como la mejor opción a las pretensiones monárquicas británicas.
En la creación literaria, en cambio, esta era de hallazgos y apropiamientos dio lugar a dimensiones alternas, islas embrujadas, terribles caníbales, bestias indomables y paisajes exóticos que contrastaban con los de Gran Bretaña.
La Tempestad, si bien no es ajena al momento histórico en la que fue compuesta, tampoco se ajusta en su totalidad al paradigma de la época. Su trama, la estructura y los personajes son confusos, dando lugar a un gran número de interpretaciones por parte de la crítica tradicional.
En su libro Repositioning Shakespeare, Thomas Cartelli presenta una síntesis de hipótesis que subyacen a la producción literaria y buscan su correspondencia con la ideología del momento. En otras palabras, más que enfocarse en el estudio de la obra de Shakespeare, lo que se considera es el uso del texto en su función discursiva con otra de diferente semblanza. Cartelli sostiene que en La Tempestad se presenta la relación entre el colonizador y el colonizado, con Próspero y Caliban como sus respectivos íconos.
Para Ngugi wa Thiong’o, ningún texto puede considerarse aislado del entorno que lo ha inspirado y, consecuentemente, de la influencia que ha ejercido en el discurso cultural. En 1898, Rubén Darío se inclinaba por el indígena en su trabajo El triunfo de Caliban, para denunciar la barbaridad materialista de Estados Unidos.
El uruguayo José Enrique Rodó, en un ensayo titulado Ariel, identificaba a este personaje con el refinamiento, el arte y la belleza, por oposición a la vida materialista norteamericana simbolizada por Caliban. Ariel se vinculaba a la espiritualidad iberoamericana, y Caliban al impulso expansionista norteño del siglo xx.
En 1969, tres autores caribeños aludían a La tempestad en un intento por eludir su eurocentrismo. Una revisión de Próspero en este aspecto nos trae a un europeo ilustrado, racional y frío en sus estrategias de conquista. Caliban es asimismo un producto de la imaginación británica, un primitivo al que había que instruir en la cultura anglosajona, absorbiendo la suya en detrimento de una fuerza invasora que imponía sus propias reglas sobre un pueblo asentado y constituido.
África, tierra nativa de Sycorax, es el terreno en el que más se ha abordado el análisis de Caliban. El ugandés Taban lo Liyong apuntaba al tema de la lengua como instrumento para hacerse entender con el colonizado y lograr controlarlo; visión que compartiría el novelista George Lamming.

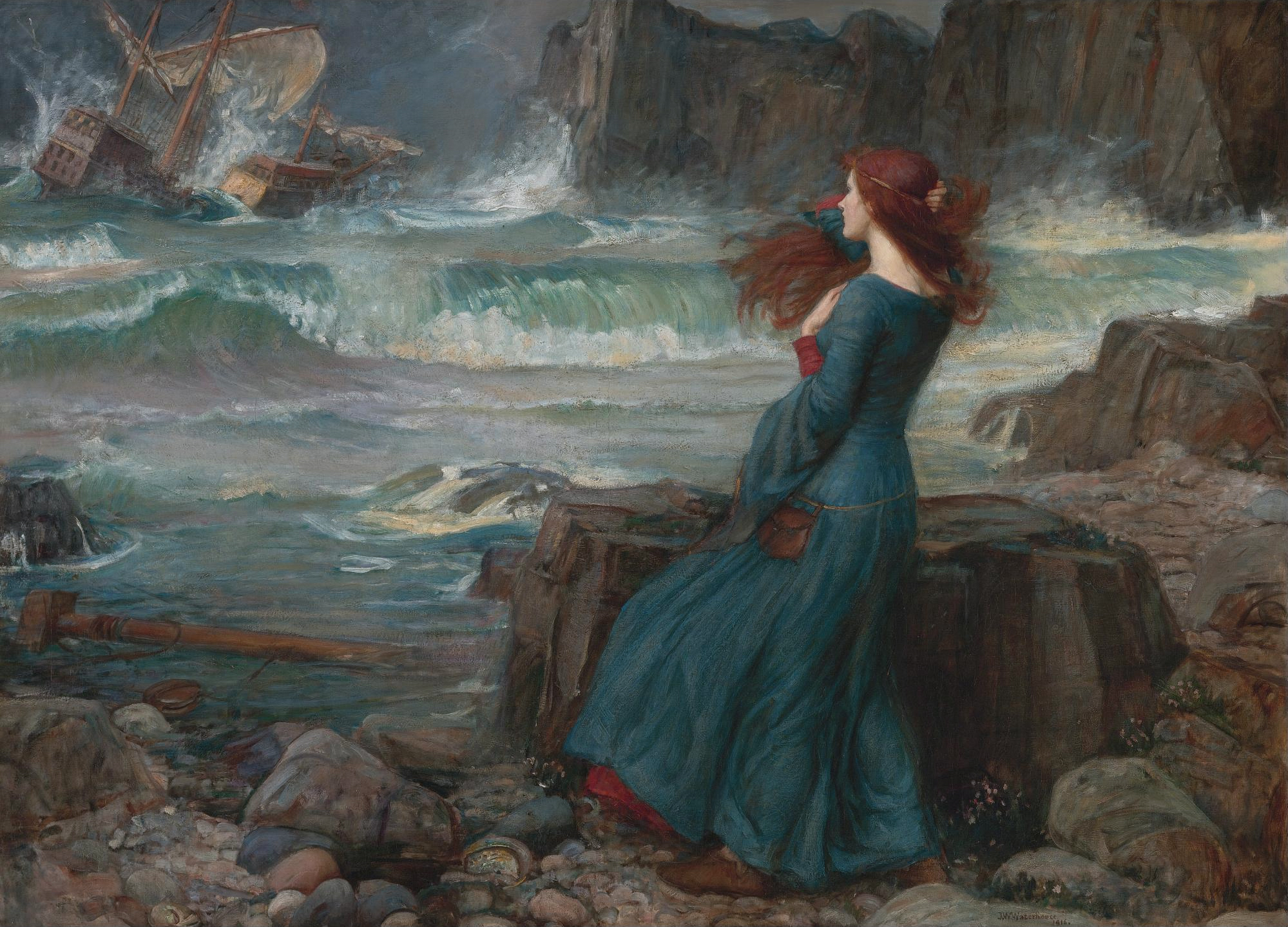
Waterhouse

La academia feminista se concentró en el análisis de Miranda como instrumento del hombre colono para acaparar la atención del aborigen y someterlo a su poder. También se mantiene abierta la posibilidad de una negociación entre Próspero y Caliban para ejercer el control sobre la única mujer de la isla. El matrimonio de Claribel, reducida al páramo del silencio, con el rey de Túnez vuelve a retomar la cuestión de la figura femenina como objeto de transacción política y comercial, algo muy recurrente en casi todas las obras de Shakespeare.
La crítica hacia las publicaciones de este dramaturgo es, una vez más, muy espaciosa y abierta a especulaciones y puntos de vista que irán variando conforme al transcurso del tiempo y al ojo social que las enfoque.

### La magia y lo sobrenatural
Un factor fundamental con el que Shakespeare configura la atmósfera de la isla es lo sobrenatural: la magia de Próspero, basada en la tradición de la alquimia con la que controla los elementos y todo lo que ocurre en la isla, los trucos y la música cautivadora de Ariel, las referencias a la bruja Sycorax o madre de Caliban. La magia es la herramienta gracias a la que Próspero ejerce su poder. Aun así, finalmente Próspero renunciará a sus poderes sobrenaturales. Sin dejar claro el porqué, la audiencia puede suponer que sea porque ya ha recuperado el ducado que le robaron, incluso su hija será reina de Nápoles. Por lo tanto, no necesitará la magia para ejercer su poder.
A menudo se asocia la isla de la obra con las islas de las Bermudas. Esto es bastante probable porque en el siglo xvii naufragó el barco inglés Sea Venture en las aguas de las Bermudas, y los supervivientes se vieron obligados a vivir en esas islas. Los parecidos que algunos críticos han encontrado entre el relato de William Strachey, uno de los supervivientes del naufragio, y la obra de Shakespeare les ha llevado a concluir que ésta influyó a Shakespeare en la descripción del naufragio y de la isla.

### La tempestady el «Nuevo Mundo»
Esta obra se escribió cuando comenzó la colonización británica de Norteamérica. Esto se observa constantemente en la obra. Una de sus lecturas críticas observa a Calibán como el amerindio colonizado y esclavizado. Aquel a quien privan de sus tierras y le imponen una lengua extraña. Es este paralelismo que sugiere dicho personaje el que provoca muy distintas reacciones en la audiencia, dependiendo de la época en que se ha interpretado. Si bien, hoy en día, la audiencia tiende a simpatizar con Calibán, por el maltrato injusto que padece; es muy difícil que le ocurriese lo mismo a la audiencia que tuvo Shakespeare en su tiempo. Entonces los ingleses tenían una imagen muy distinta de los pueblos indios. Era común ver a los amerindios como salvajes primitivos, poco más que animales. A pesar de dicho cambio de apreciación en el público, este no ha provocado un rechazo de la obra en la audiencia, sino nuevas interpretaciones de ésta.
Además, el asentamiento de las primeras colonias suscitó una inquietud literaria en autores como Tomás Moro o Montaigne. Tal es el ejemplo de Utopía, donde Moro describe una sociedad ideal. Estas mismas ideas de Moro ansía Gonzalo en La tempestad cuando dice a sus compañeros de viaje lo que él haría si fuera rey.
Luis Astrana Marín, en el prólogo a las Obras completas de William Shakespeare de la editorial Aguilar (1960), menciona el ambiente «claramente “indiano” americano» de la isla y ofrece una explicación de los nombres de Sebastián y Miranda. Según Astrana Marín, Shakespeare debió conocer alguna de las historias que corrían, a mediados del siglo XVI, sobre el secuestro por parte de un cacique timbú en 1526 de Lucía Miranda, esposa del capitán Sebastián Hurtado, en Sancti Spiritu, uno de los primeros establecimientos españoles en el Río de la Plata. Añade también que Calibán habla de Setebos, el «dios de su madre», al que en Los viajes de Magallanes se describe como diablo mayor de los patagones; Shakespeare pudo leer el libro original o incluso en inglés (Eden's History of Travaile, 1577), donde aparecen otros nombres españoles como Ferdinando, Sebastián, Alonso y González (que Shakespeare habría transformado en Gonzalo).

### El perdón de Próspero
La decisión final de Próspero de perdonar a sus enemigos rompe la tensión dramática de la obra, aportando un final romántico. Teniendo en cuenta el control que ejerce Próspero sobre todo lo que ocurre en la isla, este cambio inesperado provoca que la audiencia se pregunte si esto que parece un cambio en Próspero también estaba planeado y, todo lo que ha hecho, no ha sido más que jugar con los náufragos. Tampoco queda claro el motivo por el que les perdona.
Hay quien ha afirmado que Shakespeare era católico justificándolo con la última línea de su epílogo. En el epílogo, en el que Próspero se dirige sólo al público y se despide de la audiencia, este dirá: «Let your indulgence set me free», solicitando al público su indulgencia para poder ser absuelto, algo que era propio de la tradición católica.

## Representaciones
La tempestad fue estrenada por la compañía de los King's Men, el 1 de noviembre de 1611 ante el rey Jacobo I en el Palacio de Whitehall. Con posterioridad destacaron los montajes que realizaron David Garrick en 1756 y Charles Kean en 1857.

## En el teatro lírico
Hacia aproximadamente 1695, su último año de vida, el compositor inglés Henry Purcell, compuso la ópera La Tempestad (The Tempest or The Enchanted Island; Z 631, según el catálogo de Franklin B. Zimmerman), basada en la obra de teatro de William Shakespeare.  
El 10 de febrero de 2004 se estrenó en la Royal Opera House, Covent Garden, Londres (Reino Unido) la ópera en tres actos La Tempestad (The Tempest), basada en la obra de  William Shakespeare. La composición de la música pertenece a Thomas Adès, y el libreto en inglés, a Meredith Oakes.  

## Traducciones al español
La primera traducción de la obra al castellano, hecha por Pablo Soler desde la versión francesa, data de 1870. Tres años después, Jaime Clark realizó la primera traducción directa del inglés. Siguieron las de Guillermo Macpherson (1887), Rafael Martínez Lafuente (1917), Celso García Morán (1923), Luis Astrana Marín (1924), Mario del Álamo (1944), José Hierro (1963), José María Valverde (1967), Carlos Pujol (1975), Terenci Moix (1983) y Ángel Luis Pujante (1997). La versión de Ángel-Luis Pujante fue galardonada con el Premio Nacional de traducción en 1998, y la de José Méndez Herrera recibió en 1962 el Premio de traducción Fray Luis de León.
La obra se representó en el Teatro Español de Madrid en 1963, con dirección de Cayetano Luca de Tena, escenografía de Emilio Burgos e interpretación de Carmen Bernardos, Maite Blasco, Carlos Lemos y Armando Calvo. En 1983, sobre el mismo escenario, Nuria Espert protagonizó la adaptación de Terenci Moix, dirigida por Jorge Lavelli y acompañada por Mireia Ros, Carles Canut, Pep Munné, Miguel Palenzuela y Juanjo Puigcorbé. Otras puestas en escena posteriores incluyen las de la La Cubana en 1986, la de Calixto Bieito en el Festival de Almagro en 1997 con Fermí Reixach, Alexis Valdés y Hermann Bonnin, la de Helena Pimenta en 2004, con Pepe Viyuela, Ramón Barea y Álex Angulo y la de Lluís Pasqual en 2006, con Jesús Castejón, Eduard Fernández, Iván Hermés, Aitor Mazo, Helio Pedregal y Joseba Apaolaza.
En 2012, Sergio Peris-Mencheta presentó su versión libre (Tempestad) incluyendo en el reparto a Víctor Duplá, Quique Fernández, Antonio Galeano, Pepe Lorente, Xavier Murúa, Agustín Sasián, Eduardo Ruiz y Javier Tolosa.
En la temporada 2014-2015, la compañía gallego-portuguesa Voadora presentó su versión en gallego y castellano por toda Galicia y parte del resto de España y Portugal. Una versión dirigida por Marta Pazos.